# Roburent
Roburent är en ort och kommun i provinsen Cuneo i regionen Piemonte i Italien. Kommunen hade 491 invånare (2018).